# موج بلند (فیلم)
موج بلند (فرانسوی: Les Grandes Ondes (à l'ouest)‎) فیلمی در ژانر کمدی است که در سال ۲۰۱۳ منتشر شد. از بازیگران آن می‌توان به والری دونزلی اشاره کرد.